# Dragon Quest (computerspelserie)
Dragon Quest (ドラゴンクエスト, Doragon Kuesuto) ook bekend als Dragon Warrior in Noord-Amerika, is een RPG-reeks gemaakt door het vroegere Enix, nu Square Enix. Delen van het spel zijn uitgekomen op de MSX, NES, SNES, PlayStation, PlayStation 2, Game Boy Color, Game Boy Advance, Nintendo DS, Wii, maar ook op mobiele telefoons. Op de E3 persconferentie van Square Enix werd bekendgemaakt dat er 40 miljoen exemplaren van de reeks werden verkocht. Dit maakt het de tweede belangrijkste reeks van het bedrijf na Final Fantasy.
De naam van Dragon Quest werd in Noord-Amerika veranderd omdat er al een handelsmerk bestond voor een rollenspel genaamd DragonQuest. Dat werd uitgebracht door SPI in de jaren 80 tot het failliet ging in 1982 en overgenomen werd door TSR die het opnieuw uitbracht onder de naam Dungeons & Dragons tot 1987. In 2003 registreerde Square Enix toch een handelsmerk met de naam Dragon Quest in de Verenigde Staten. Dit luidde het einde van de naam Dragon Warrior.

## Lijst van spellen
| Jaar | Titel                                             | Platform(s)                | Opmerkingen |
| ---- | ------------------------------------------------- | -------------------------- | --- |
| 1986 | Dragon Quest                                      | NES                        | - Uitgebracht als Dragon Warrior in Noord-Amerika. (1989) - Voor MSX uitgebracht in twee verschillende versies: een MSX1- en MSX2-versie. - Remake gemaakt voor de SNES (1993) en Game Boy Color (1999) als Dragon Quest I & II. - Ook uitgebracht voor mobiele telefoons (2004) en voor Satellaview (1998). - Remake gemaakt in 2025 voor de Nintendo Switch als Dragon Quest I & II HD-2D Remake |
| 1987 | Dragon Quest II: Luminaries of the Legendary Line | NES, MSX                   | - Uitgebracht als Dragon Warrior II in Noord-Amerika. (1990) - Remake gemaakt voor de SNES (1993) en Game Boy Color (1999) als Dragon Quest I & II. |
| 1988 | Dragon Quest III: The Seeds of Salvation          | NES                        | - Uitgebracht als Dragon Warrior III in Noord-Amerika. (1991) - Remake gemaakt voor de SNES (1996) en Game Boy Color (2000) |
| 1990 | Dragon Quest IV: Chapters of the Chosen           | NES                        | - Uitgebracht als Dragon Warrior IV voor de NES in Noord-Amerika. (1992) - Remake gemaakt voor de PlayStation, werd alleen uitgebracht in Japan (2001). - Remake voor Nintendo DS gemaakt |
| 1992 | Dragon Quest V: Hand of the Heavenly Bride        | SNES                       | - Nooit buiten Japan uitgebracht. - Remake gemaakt voor de PlayStation 2 (2004) in Japan. - Remake voor Nintendo DS gemaakt |
| 1995 | Dragon Quest VI: Realms of Revelation             | SNES                       | - Nooit buiten Japan uitgebracht. - Wel een remake voor Nintendo DS |
| 2000 | Dragon Quest VII: Fragments of the Forgotten Past | PlayStation                | - Uitgebracht als Dragon Warrior VII in Noord-Amerika voor de PlayStation. (2001) - Remake voor Nintendo 3DS uitgebracht en voor het eerst in Europa. |
| 2004 | Dragon Quest: The Journey of the Cursed King      | PlayStation 2              | - Het eerste deel dat in Europa is uitgebracht. - Uitgebracht als Dragon Quest VIII: Journey of the Cursed King in Japan en Noord-Amerika |
| 2009 | Dragon Quest IX: Sentinels of the Starry Skies    | Nintendo DS                | - Heeft een vermelding in het Guinness Book of Records. |
| 2012 | Dragon Quest X                                    | Wii                        | - Uitgebracht in 2014 als Dragon Quest X: All in One Package voor Wii U, Windows - Uitgebracht in 2018 als Digital Edition of Light voor PS4, Windows en Switch. |
| 2017 | Dragon Quest XI: Echoes of an Elusive Age         | 3DS, PlayStation 4, Switch | - Uitgebracht in 2019 als Dragon Quest XI S: Echoes of an Elusive Age - Definitive Edition voor de Switch. |

### Spin-off reeksen
- Dragon Quest Monsters
- Kenshin Dragon Quest
- Torneko
- Slime MoriMori Dragon Quest
- Dragon Quest Yangus
- Dragon Quest Swords: The Masked Queen and the Tower of Mirrors
- Dragon Quest Heroes
- Dragon Quest Builders

## Manga en anime
- Dragon Quest: Abel Yuusha - losjes gebaseerd op Dragon Quest III
- Dragon Quest: Dai no Daibouken - losjes gebaseerd op Dragon Quest II and Dragon Quest III
- Dragon Quest: Emblem of Roto - speelt zich 100 jaar na de gebeurtenissen van Dragon Quest I
- Dragon Quest: Maboroshi no Daichi - gebaseerd op Dragon Quest VI
- Dragon Quest: The Heaven Saga - gebaseerd op Dragon Quest V
- Dragon Quest: Warriors of Eden - gebaseerd op Dragon Quest VII
- Dragon Quest: Princess Alena